# Saint-Symphorien (Deux-Sèvres)
Saint-Symphorien – miejscowość i gmina we Francji, w regionie Nowa Akwitania, w departamencie Deux-Sèvres.
Według danych na rok 1990 gminę zamieszkiwało 1529 osób, a gęstość zaludnienia wynosiła 80 osób/km² (wśród 1467 gmin regionu Poitou-Charentes Saint-Symphorien plasuje się na 182. miejscu pod względem liczby ludności, natomiast pod względem powierzchni na miejscu 428.).